# 이정흠
이정흠은 대한민국의 드라마 연출가이다. 

## 연출

### 드라마
- 2015년 SBS 2부작 특집드라마 《너를 노린다》(연출)
- 2017년 SBS 월화드라마 《조작》(연출)
- 2020년 SBS 월화드라마 《아무도 모른다》(연출)
- 2021년 JTBC 토일드라마 《구경이》(연출)
- 2025년 SBS 월화드라마 《우리 영화》(연출)